# جرب
الجرب والمعروف باسم «حكة السبع سنوات»، والشديد منه هو الكَلع، وهو مرض جلدي معدي تسببه القارمة الجربية. أكثر الاعراض شيوعا هي الحكة الشديدة وطفح جلدي يشبه البثور، وفي بعض الاحيان يمكن رؤية جحور صغيرة على الجلد، العدوى الأولية تحتاج عادة من 2-6 أسابيع قبل ظهور الأعراض، أما إذا أصيب الشخص بعدوى للمرة الثانية تظهر الأعراض خلال يوم واحد، ويمكن لهذه الأعراض أن تظهر في معظم أنحاء الجسم أو في مناطق معينة فقط، مثل: الرسغين وبين الأصابع أو على طول محيط الخصر. وقد يتأثر الرأس، ولكن عادة ما يصيب الأطفال الصغار وليس البالغين.
تسوء الحالة في ساعات الليل وعند خدش الجلد، بسبب الحكة، وقد يسبب انهيار الجلد والإصابة بأنواع أخرى من العدوى
البكتيرية.
يحدث الجرب بسبب العدوى بأنثى العث من فصيلة القارمة الجربية. يتخلل العث إلى الجلد ليعيش ويلقي بيوضه هناك. أعراض الجرب تحدث بسبب التحسس من العث. تحصل العدوى عادة بسبب عشر إلى خمسة عشر عثة. وتتم العدوى بالجرب عن طريق الاتصال المباشر المطول بجلد المصاب كما يحصل في الجماع. وقد ينتشر المرض قبل ظهور الاعراض. وظروف العيش المكتظة قد تزيد من احتمالية انتشار هذا المرض كمراكز رعاية الأطفال، المنازل المتلاصقة والسجون. وتكون المناطق التي تعاني من قلة المياه أكثر عرضة لانتشار المرض فيها. الجرب المزمن هو نوع أكثر حدة ويحدث عادة في من يعانون من ضعف جهاز المناعة أو المصابين بأكثر من مليون عثة مما يجعلهم معدين أكثر من غيرهم، في هاتين الحالتين قد تحدث العدوى باتصال جسدي خفيف أو من خلال الأدوات الملوثة.
يكون العث عادة صغير جدًا وغير ملاحظ بالعين المجردة، ويبنى التشخيص على الاعراض والعلامات. تتوفر مجموعة من الأدوية لعلاج الأشخاص المصابين، بما في ذلك: بيرميثرين، كروتاميتون وكريمات يندين وحبوب الإيفرميكتين. وينبغي أيضًا أن يعالج الأشخاص الذين تربطهم علاقات جنسية خلال الشهر الماضي مع المصاب والناس الذين يعيشون في نفس المنزل في نفس الوقت. ويفضل غسل الفراش والملابس المستعملة في الأيام الثلاثة الماضية في الماء الساخن وتجفف في مجفف ساخن. بما أن عثة القارمة الجربية لا تعيش لأكثر من ثلاثة أيام بعيداً عن جلد الإنسان فليس هنالك حاجة للمزيد من الغسيل، قد تستمر الأعراض لمدة 2-4 أسابيع بعد العلاج، إذا استمر ظهور الأعراض بعد هذا الوقت قد تكون هنالك حاجة لإعادة المعالجة. الجرب هو واحد من الأمراض الجلدية الثلاثة الأكثر شيوعا في الأطفال، جنبا إلى جنب مع سعفة والالتهابات الجلدية البكتيرية. اعتبارا من عام 2010 أنه يؤثر على قرابة 100 مليون شخص (1.5٪ من سكان العالم) وشائع على حد سواء في كلا الجنسين. الشباب وكبار السن أكثر الفئات شيوعا ً للإصابة بالمرض. ويعتبر الجرب المخدش شائعا في الدول النامية والمناطق الاستوائية أيضا. والحيوانات الأخرى لا تنشر مرض الجرب الذي يصيب الإنسان. العدوى التي تصيب الحيوانات عادة ما يسببها نوع من حشرة العث تختلف قليلا عن الحشرة التي تصيب الإنسان ولكنها ذات صلة بها وتعرف بجرب قارمي.

## الأعراض والعلامات
وتشمل الأعراض المميزة لعدوى الجرب: الحكة الشديدة والجحور سطحية. غالباً ما يكون التشخيص للمرض من خلال مسارات الجحور المتشكلة التي غالبا ما تكون طولية، بحيث يتشكل "خط" أنيق من أربعة أو أكثر من "لدغات" تشبه لدغات البعوض وضعت على حد سواء تقريباً.لأن المضيف تطور الأعراض كرد فعل على وجود العث "مع مرور الوقت، عادة هناك تأخير من 4-6 أسابيع بين بداية الإصابة وظهور الحكة.وبالمثل فإن الأعراض غالبا ما تستمر لمدة أسبوع أو عدة أسابيع بعد القضاء الناجح على العث. وقد لوحظ على الأشخاص الذين تمت معالجتهم في إصابتهم الأولى بنجاح أن الأعراض في الإصابة الجديدة تظهر خلال مدة أقصر _أقل من واحد إلى أربعة أيام.

### الحكة
تبعاً للمشاهد التقليدية فإن الحكة تتأثر بالدفء بشكل سلبي، وتبلغ أقصى حالاتها سوءاً في الليل، ربما لقلة المنبهات الأخرى وانشغال الشخص المصاب بالحكة. وهي أقل الأعراض شيوعا ً لدى كبار السن.

### الطفح الجلدي

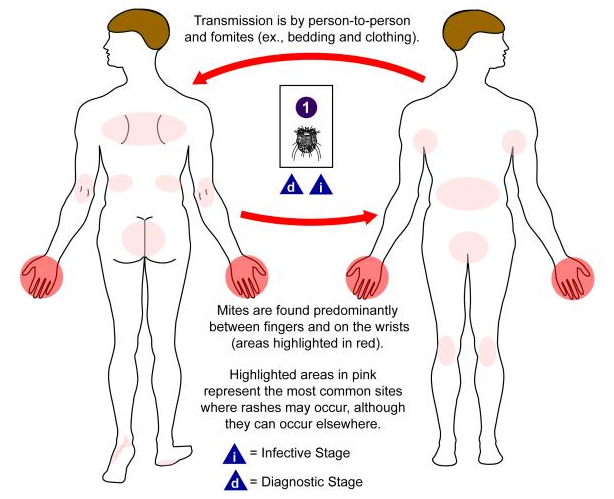
الاماكن الشائعة للطفوح الجلدية

الجحور سطحية للجرب تحدث عادة في منطقة تشابك أصابع اليدين والقدمين ومنطقة الرسغين الأمامية والمرفقين والظهر والأرداف، والأعضاء التناسلية الخارجية. الا في الرضع وأشخاص من ذوي المناعة المثبطة، فإن العدوى لهم لا تحدث في عامة الجلد أو الوجه أو فروة الرأس. وتتشكل الجحور عن طريق قيام العثة البالغة بالحفر في البشرة. في أغلب المصابين، المسارات التي تشكلها العثة الحافرة تكون خطية أو على شكل S في الجلد وغالبا ما يرافقها صفوف صغيرة من بثور تشبة بثور البعوض ولدغات الحشرات. وغالبًا ما توجد هذه العلامات في شقوق من الجسم، مثل تواجدها على منطقة تشابك أصابع اليدين والقدمين، وحول منطقة الأعضاء التناسلية، في ثنايا المعدة من الجلد، وتحت الثديين للنساء. تظهر الأعراض للمصابين للمرة الأولى بالمرض في 2-6 أسابيع بعد الإصابة. أما الذين أصيبوا بالمرض من قبل فإن فترة ظهور الأعراض تكون خلال عدة أيام بعد الإصابة. ومع ذلك، فإنه غير معروف ظهور الأعراض بعد عدة أشهر أو سنوات. ومن الأعراض المميزة لمرض الجرب في الأطفال الرضع: التبثر الطرفي، أو البثور أو الفقاقيع على الراحتين وأخمص القدمين.

### الجرب المتقشر

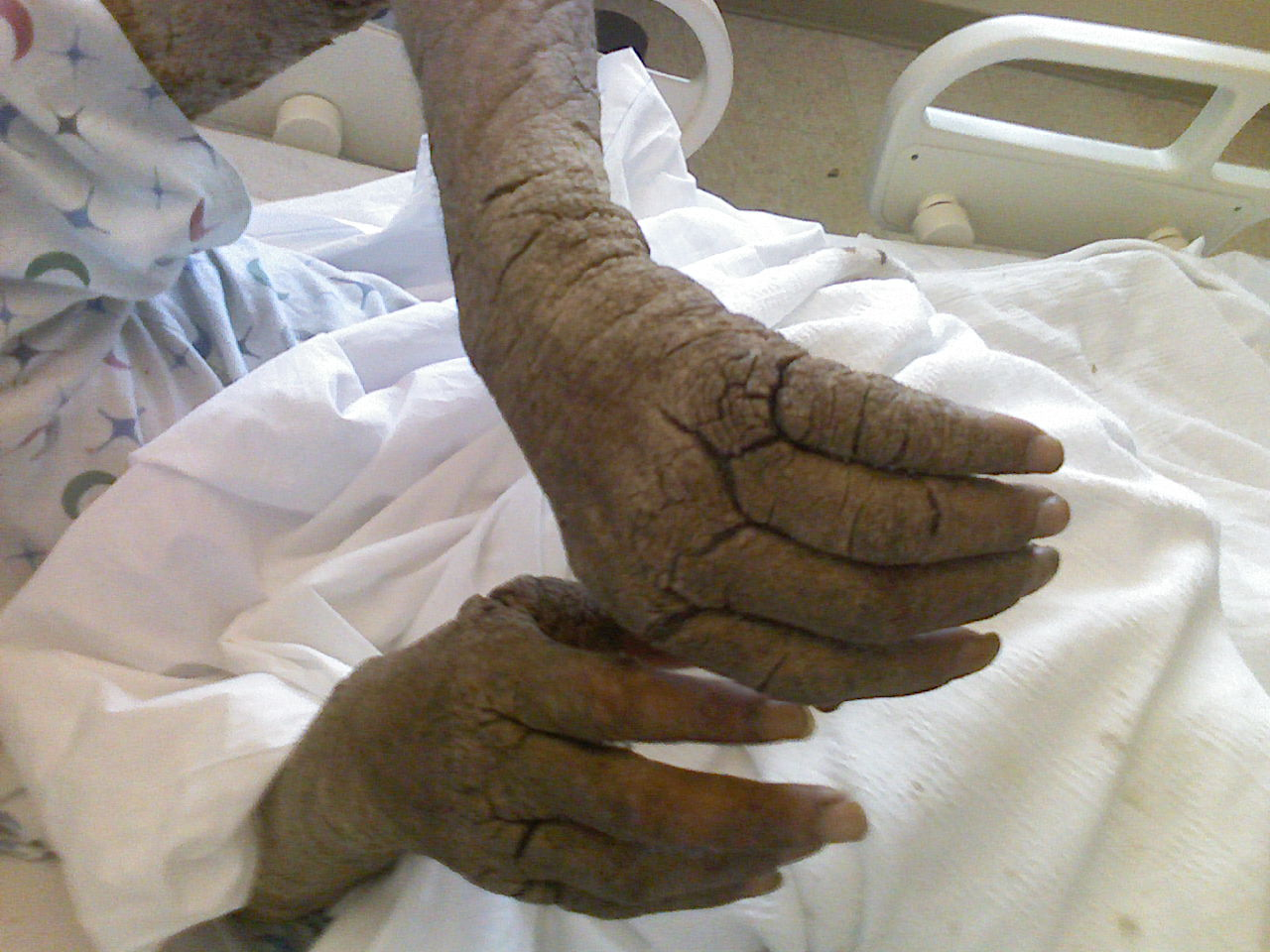
الطفح المتقشر في مريض مصاب بالايدز

كبار السن والأشخاص من ذوي المناعة المثبطة مثل فيروس العوز المناعي البشري، والسرطان أو الذين يتناولون أدوية مثبطة للمناعة، عرضة للجرب المتقشر (الذي كان يسمى سابقاً الجرب النرويجي). في حالات الأشخاص الذين يعانون من ضعف المناعة لديهم، يصبح العائل مكاناً خصبا ًللعث، التي تنتشرعلى جسم العائل، ما عدا الوجه. الذين يعانون من الجرب المتقشر
يبدون أعراضاً مثل الحكة الطفيفة وقشور الجلد السميكة التي تحتوي على الآلاف من حشرة العث. وهذه المناطق تجعل عملية القضاء على العث صعبة للغاية. حيث أن هذه القشور تقوم على حماية العث من الميتيسيدز الموضعية والسكابيسيدز الموضعية، مما يستدعي علاج هذه المناطق لفترات طويلة.

## المسببات

### حشرة العث (الجرب)

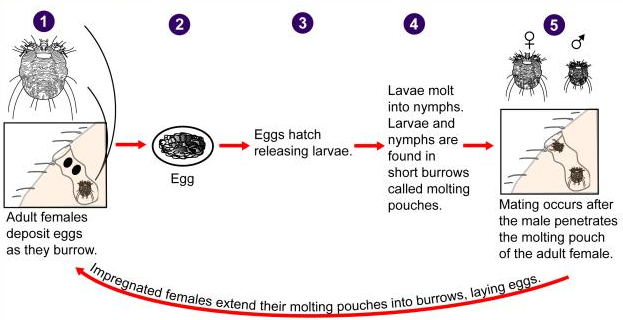

في القرن الثامن عشر، وصف عالم الأحياء الإيطالي دياسينتو سستوني (1637- 1718) العثه والتي تسمى حالياً بالقارمة الجربية. متنوعة الهومينيس، بأنها سبباً في حدوث مرض الجرب. القارمة هو جنس من طفيليات الجلد وجزء من العائلة الأكبر للعث التي تعرف باسم عث الجرب. وهذه الكائنات الحية البالغة منها لديها ثمانية أرجل ويتم وضعها في نفس فئة النشوء والتطور لـ (الأراكنيدا) كما العناكب والقراد.
يبلغ حجم القارمة الجربية أقل من 0.5 ملم لكنها تبدو في بعض الأحيان بشكل واضح عند بروزها من البيض. الإنات الحوامل تشكل نفق في الطبقة الميتة الخارجية (القرنية) من جلد العائل وتودع البيوض في الجحور الضحلة. ويفقس البيض إلى يرقات في 9:57 أيام.
صغار العث تنتقل عبر الجلد وتدخل في مرحلة «الحوريات»، قبل أن تنضج وتصبح بالغة والتي تعيش ثلاث إلى أربع أسابيع في جلد المضيف. الذكور منها تتجول على الجزء العلوي من الجلد، وأحياناً تقوم بالحفر داخل الجلد. بشكل عام فإن العدد الإجمالي من العث البالغة التي تصيب الشخص الصحي في حالة الجرب غير المتقشر هو عدد صغير؛ حوالي 11 حشرة من الأنثى في الجحور في المتوسط.
حركة العث داخل وعلى الجلد تنتج حكة شديدة، والتي تمتاز بالاستجابة المناعية الخلوية المتأخرة لمسببات الحساسية. تتواجد الأجسام المضادة في المصل وفي موقع الإصابة والتي تتفاعل مع المواد المسببة للحساسية متعددة البروتين في جسم حشرة العثه. بعض من هذا يكون من خلال تطور رد فعل لمواد مثيرة للحساسية من عث غبار المنزل. ويلاحظ بأنه يتم إثارة الاستجابة المناعية بواسطة الأجسام المضادة المباشرة (آفات شروية)في الأشخاص المصابين، ولكن ليس في الأشخاص الأصحاء. ويعتقد أن فرط الحساسية المباشر من هذا النوع يفسر استجابة حساسية الجلد السريعة الملاحظ للإصابة مرة أخرى للأشخاص الذين أصيبوا سابقاً (خاصة بعد أن أصيبوا خلال السنة السابقة أو السنتين السابقتين).

### انتقال العدوى
الجرب معد ويمكنه الانتقال من خلال فترات الاتصال الجسدي المطولة (ليس لحظياً) مع الشخص المصاب. وهذا يشمل الجماع الجنسي، على الرغم من أن غالبية الحالات تكتسب عن طريق طرق أخرى من ملامسة الجلد إلى الجلد، ويمكن أن تنتقل عن طريق تبادل الملابس، والمناشف، وأغطية الفراش لكنها أقل الطرق شيوعاً، ولكن هذه ليست الطريقة الشائعة لانتشارها; حشرات العث المنفردة قادرة على البقاء على قيد الحياة فقط لمدة يومين أو ثلاثة أيام، على الأكثر، بعيداً عن جلد الإنسان. كما هو الحال مع القمل،
فإن الواقي الذكري اللاتكس (الكوندم) غير فعال ضد انتقال الجرب أثناء الجماع، لأن العث تهاجر عادة من فرد إلى آخر من خلال مواقع أخرى غير الأعضاء التناسلية .
العاملين في الرعاية الصحية معرضون لخطر الإصابة بالجرب من المرضى، لأنهم قد يكونون على اتصال موسع مع المرضى.

## الفسيولوجيا المرضية
الأعراض تتشكل من خلال رد الفعل التحسسي لجسم العائل استجابة لبروتينات العثة. رغم أن أية بروتينات بالتحديد التي تسبب هذه الحساسية ما زال موضوعاً للدراسة. البروتينات العثة موجودة أيضًا من الأمعاء، في براز العثة، التي تترسب تحت الجلد. رد الفعل المتمثل بالحساسية عبارة عن رد الفعل المتوسط بالخلايا المتاخر وآخر من نوع المتوسط بالأجسام المضادة المباشر، ويتضمن الأجسام المضادة من نوع IgE (يعتقد بأنها الأجسام المضادة التي تؤدي إلى ظهور الاعراض السريعة في حالة العدوى الثانوية). أعراض الحساسية (الحكة) تستمر بالظهور لعدة أيام، وحتى لعدة أسابيع بعد قتل العت بأكمله. وقد تظهر بعض الآفات الجديدة لعدة أيام بعد القضاء على العث، قد تظهر آفات عقيدية من الجرب تستمر لتكون أعراض لعدة أسابيع بعد القضاء على العث.

## التشخيص
يمكن تشخيص الجرب سريريا في المناطق الجغرافية التي يعتبر مرض الجرب شائعاً فيها عندما تظهر الحكة المنتشرة جنباً إلى جنب مع أية آفات في مركزين نموذجيين أو عندما يعاني فرد آخر من الأسرة من الحكة. العلامة الكلاسيكية للجرب هي الجحور التي تتشكل عن طريق العث داخل الجلد. للكشف عن الجحور يتم فرك المناطق المشتبه بها بالحبر من قلم حبر أو محلول التتراسيكلين الموضعي، الذي يضيء تحت ضوء خاص. ويتم مسح الجلد بعد ذلك بقماشة تحتوي على الكحول، إذا كان الشخص مصاب بالجرب فإن نمط S أو المتعرج سيظهر عبر الجلد من منطقة الجحر; على الرغم من ذلك فإن تفسير هذه الاختبار قد يكون صعبا ً لأن الجحور نادرة ويمكن أن تحجب علامات الخدش. يتم إجراء التشخيص الدقيق عن طريق ايجاد إما حشرات العث أو بيضها والكريات البرازية. البحث عن هذه العلامات يشمل إما كشط المنطقة المشتبه بها وجمع العينة في هيدروكسيد البوتاسيوم وفحصها تحت المجهر، أو باستخدام مجهر لفحص الجلد مباشرة.

### الفحص الدقيق
أعراض الجرب في وقت الإصابة المبكرة تكشف عن الإصابة بأمراض جلدية أخرى بما في ذلك التهاب الجلد، والزهري، والحمامي عديدة الأشكال، ومختلف المتلازمات المتعلقة الشرى، وأمراض الحساسية، والطفيليات الخارجية الأخرى مثل القمل والبراغيث.

## الوقاية
وكانت برامج المعالجة الجماعية التي تستخدم البيرميثرين الموضعي أو الإيفرميكتين عن طريق الفم فعالة في الحد من انتشار الجرب في عدد السكان. لا يوجد لقاح متاح للجرب. ويوصى العلاج المتزامن مع كل اتصال وثيق مع الأشخاص المصابين، حتى لو كانت لا تظهر أي أعراض للعدوى (بدون أعراض)، للحد من معدلات تكرار المرض . بما أن العث يستطيع البقاء على قيد الحياة لمدة يومين أو ثلاثة أيام دون استضافة فإن الأجسام الأخرى في البيئة تشكل خطر كبير في انتقال العدوى ما عدا في حالة الجرب المتقشر، وبالتالي يعتبر التنظيف ذو أهمية ضئيلة. الغرف المستخدمة من قبل الذين لديهم الجرب المتقشر تتطلب تنظيف شامل.

## العلاج
هنالك العديد من العلاجات الفعالة لمعالجة الجرب. المعالجة تتضمن جميع أجزاء ونواحي البيت والأشخاص الذين شهدوا اتصال مطول وحديث مع الشخص المصاب. من الخيارات المتاحة للتحكم بالحكة تتضمن مضادات الهستامين والأدوية المضادة للالتهابات الموصوفة. يجب غسل الفراش والملابس والمناشف المستخدمة خلال الأيام الثلاثة السابقة في الماء الساخن وتجفف في مجفف ساخن.

### بيرميثرين
بيرميثرين هو العلاج الأكثر فعالية لمعالجة الجرب،  ويبقى العلاج الأمثل. يتم تطبيقه من الرقبة إلى أسفل، وعادة قبل النوم، ويترك لمدة حوالي 8 إلى 14 ساعة، ثم يغسل في الصباح. ويجب الحرص على تغطية طبقة سطح الجلد بشكل كامل، وليس الأماكن التي تظهر عليها الأعراض فقط; حيث أن أية رقعة من الجلد غير معالجة يمكن أن توفر «ملاذا ً آمنا ً» لحشرة أو أكثر من العث للبقاء على قيد الحياة. ووضعها مرة واحدة هو عادة كاف، كما أن البيرميثرين يقتل البيض والسلاحف وكذلك حشرات العث البالغة، وعلى الرغم من العديد من الأطباء يوصون بتطبيقها مرة ثانية في وقت لاحق من 3-7 أيام كإجراء وقائي. الجرب المتقشر قد يتطلب العديد من الإجراءات والعلاجات التكميلية عن طريق الايفرميكتين عن طريق الفم (أدناه)  بيرميثرين قد يسبب تهيج طفيف في الجلد وعادة ما يكون محتمل.

### ايفرميكتين
الأيفرمكتين الذي يتناول عن طريق الفم فعال في القضاء على الجرب، في كثير من الأحيان في جرعة واحدة. ويعتبر الاختيار الامثل لعلاج الجرب المتقشر، ويوصف أحياناً بالاشتراك مع دواء آخر موضعي. لم يتم اختباره على الأطفال الرضع، ولا ينصح باستخدامه للاطفال دون سن السادسة من العمر. وقد ثبت أن تحضيرات الايفرميكتين الموضعية فعالة لعلاج مرض الجرب لدى البالغين، على الرغم من أن صيغة واحدة من هذا الدواء متاحة في الولايات المتحدة في الوقت الحاضر، ولكنه غير معترف به من قبل إدارة الأغذية والعقاقير كعلاج للجرب. وهو مفيد أيضًا في علاج الجرب القارمي (التناظرية البيطرية لجرب الإنسان).

### علاجات أخرى
وتشمل العلاجات الأخرى ليندين، بنزوات البنزيل، كروتاميتون، الملاثيون، والاستعدادات الكبريت. ويعتبر دواء الليندين فعال ولكن القلق إزاء العصبية المحتملة قد حدت توافره في العديد من البلدان. وحظرت في ولاية كاليفورنيا،  ولكن يمكن استخدامها في دول أخرى كعلاج الخط الثاني. وغالبا ما تستخدم مراهم الكبريت أو بنزوات البنزيل في الدول النامية بسبب تكلفتها المنخفضة. وقد تبين أن محاليل الكبريت فعالة بنسبة 10%  وعادة ما تستخدم مراهم الكبريت لمدة اسبوع على الاقل رغم أن كثير من الناس يجدون رائحة منتجات الكبريت كريهة. وقد تم التوصل في دراسات محدودة أن دواء الكروتاميتون أقل فعالية من البيرميثرين. ينصح أحيانا ً باستخدام دواء الكروتاميتون أو تحضيرات الكبريت للأطفال، وذلك بسبب مخاوف لامتصاص الجلد للبيرميثرين.

### المجتمعات
كانت آن فرانك مصابة بالجرب في معسكر اعتقال اوشفيتز،  والجرب مرض متوطن في كثير من البلدان النامية،  حيث أنه يميل إلى أن يكون مشكلة خاصة في المناطق الريفية والنائية. في مثل هذه الاوضاع يلزم المجتمع وضع استراتيجيات للسيطرة الواسعة للتقليل من معدل المرض، حيث أن العلاج الفردي للأشخاص المصابين فقط غير فعال نظرا لارتفاع معدل الإصابة مرة أخرى. قد تكون هنالك حاجة لإدارة العقاقير الجماعية على نطاق واسع حيث تهدف التدخلات المنسقة لمعالجة كافة المجتمعات في جهود متضافرة واحدة. على الرغم من أن هذه الاستراتيجيات أظهرت فعاليتها في تقليل أعباء المرض على هذه المجتمعات، ما زال النقاش قائماً حول أفضل إستراتيجية للتبني، بما في ذلك اختيار الدواء المناسب.
الموارد الرورية لتنفيذ مثل هذه التدخلات على نطاق واسع وبحيث تكون فعاليتها من حيث التكلفة ومستدامة إلى حد كبير. وعلاوة على ذلك، منذ أن الجرب المستوطن يقتصر على حد كبير في المناطق الفقيرة والنائية، فهو يشكل مشكلة صحية عامة التي لم تجذب انتباه واضعي السياسات والجهات المانحة الدولية.

## الإنتشار الوبائي
الجرب هو واحد من الامراض الجلدية الثلاثة الأكثر شيوعا ً لدى الأطفال، جنبا ً إلى جنب مع سعفة وتقيح الجلد. منذ عام 2010 وتأثيره بلغ ما يقارب 100 مليون شخص (1.5% من السكان) وهو شائع في كلا الجنسين على حد سواء. حشرات العث موزعة بالتساوي في جميع أنحاء العالم ويصيب كل الاعمار والاجناس والاعراق والطبقات الاجتماعية والاقتصادية على حد سواء وفي مختلف الظروف الجوية. ويلاحظ انتشار المرض في المناطق المزدحمة وفي الظروف المعيشية غير الصحية. وعلى الصعيد العالمي اعتبارا من عام 2009، ما يقدر بنحو 300 مليون حالة إصابة بالجرب تحدث كل عام، على الرغم من أن مختلف الأطراف تدعي ان هذا الرقم إما مفرط في تقديره أو مقلل من شأنه. ويقدر حوالي 1-10٪ من سكان العالم ليكون مصابا الجرب، ولكن في قطاعات معينة من السكان، قد يكون معدل الإصابة يصل إلى 50-80٪.

## تاريخيا ً

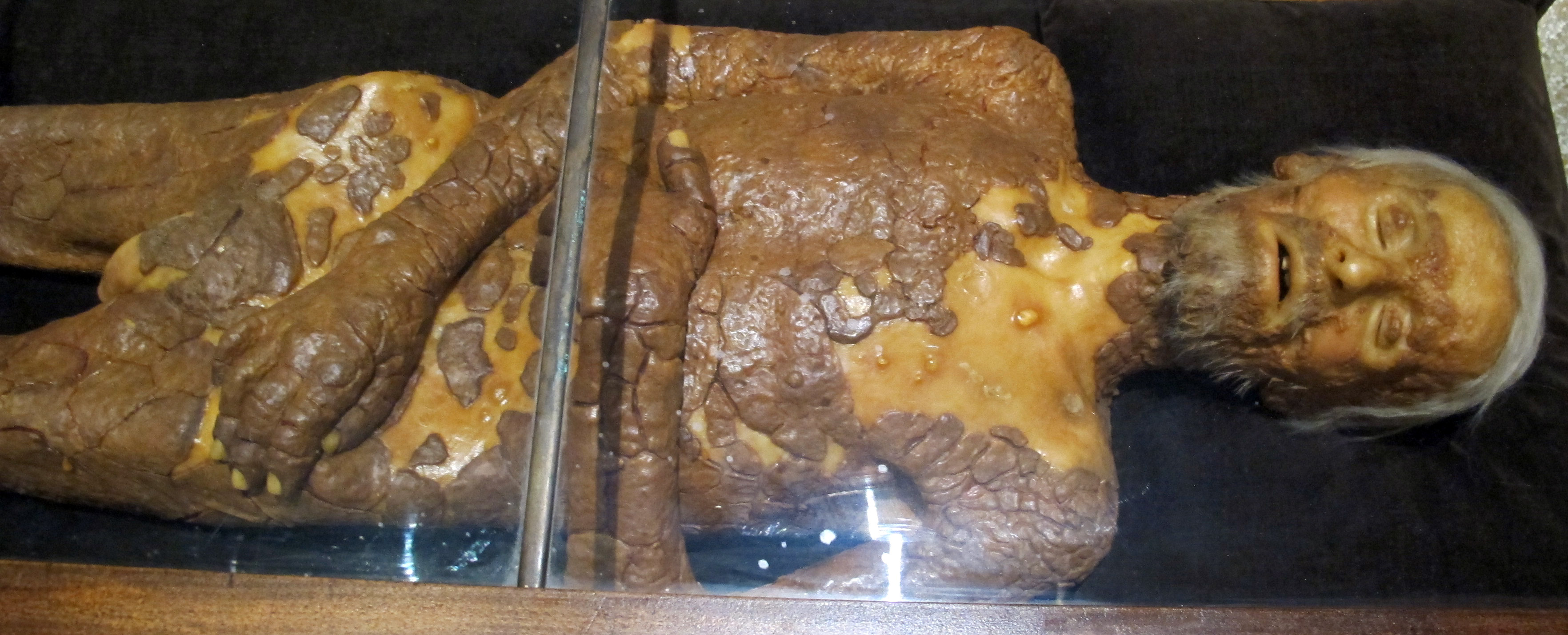
تمثال شمعي لرجل لديه جرب نرويجي

وقد لوحظ الجرب في البشر منذ العصور القديمة. الأدلة الأثرية من مصر والشرق الأوسط تشير إلى ان الجرب كان يتواجد في وقت مبكر منذ عام 494 قبل الميلاد ويعتقد أن المرجع الذي سجل أول اصابة بالمرض كان الكتاب المقدس-قد يكون نوع من «الجذام» المذكورة في سفر اللاويين حوالي 1200 قبل الميلاد. أو ذكر بين لعنات تثنية 28. في القرن الرابع قبل الميلاد، ذكر أرسطو في «القمل» أن «الفرار من البثور الصغيرة إذا تم وخزها» - وصفا يتفق مع الجرب والفضل في تسمية مرض «الجرب» ووصف معالمه المميزة  - الموسوعي اليوناني والكاتب الطبي أولوس كورنيليوس سيلسوس (ج 50 م ج 25 قبل الميلاد.).وقد تم توثيق المسببات الطفيلية للجرب من قبل الطبيب الإيطالي جيوفاني كوزيمو Bonomo) 1663-1696) في كتابه الرسالة عام 1687، «ملاحظات بشأن الديدان آكلات لحم الجسم البشري». وصف بونمو وضع الجرب كاول الامراض التي تصيب الإنسان ذو أسباب مفهومة بشكل جيد.

## المجتمع والثقافة
بدأ التحالف الدولي لمكافحة الجرب (IACS) في عام 2012،  ويجمع أكثر من 70 مختصا من الباحثين والأطباء وخبراء الصحة العامة من أكثر من 15 بلدا مختلفا. فقد تمكنت من تحقيق الآثار الصحية العالمية للجرب اهتمام منظمة الصحة العالمية . ونتيجة لذلك، أدرجت منظمة الصحة العالمية الجرب على قائمتها الرسمية من الأمراض الاستوائية المهملة والشروط الأخرى المهملة.

## حيوانات أخرى
قد يحدث الجرب في عدد من الحيوانات الأليفة والبرية، وحشرة العث التي تسبب هذه الإصابات هي من سلالات مختلفة وهي واحدة من التي تتسبب في المرض الذي يصيب الإنسان عادة. وهذه السلالات يمكن أن تصيب الحيوانات التي لا تعتبر مضيفها الاعتيادي، ولكن مثل هذه الالتهابات لا تستمر طويلا. الحيوانات المصابة بالجرب تعاني من الحكة الشديدة والالتهابات الجلدية الثانوية، وعادة ما تؤدي إلى فقدان وزنها وتصبح أكثر ضعفا ً.
أكثر الانواع تشخيصا في الحيوانات الاليفة من الجرب هو الجرب القارمي والناجم عن سلالة القارمة الجربية canid والأكثر شيوعا في الكلاب والقطط. إن مرض الجرب القارمي ينتقل إلى البشر الذين لديهم اتصال مطول مع الحيوانات المصابة ويتميز عن الجرب الذي يصيب الإنسان بانه ينتشر على سطح الجلد غير المكشوف، وتعاني الطيور الداجنة المصابة بالجرب-ما يعرف باسم «الساق المتقشرة». وكثيرا ما تعاني الحيوانات المحلية التي مرت بظروف وحشية وليس لديهم الرعاية البيطرية من الجرب ومجموعة من الأمراض الأخرى. وقد لوحظ أن الحيوانات المحلية تعاني من الجرب ومنها حيوان الغوريلا، على سبيل المثال، ومن المعروف أنها عرضة للإصابة عن طريق الاتصال مع المواد المستخدمة من قبل البشر.

## معرض صور

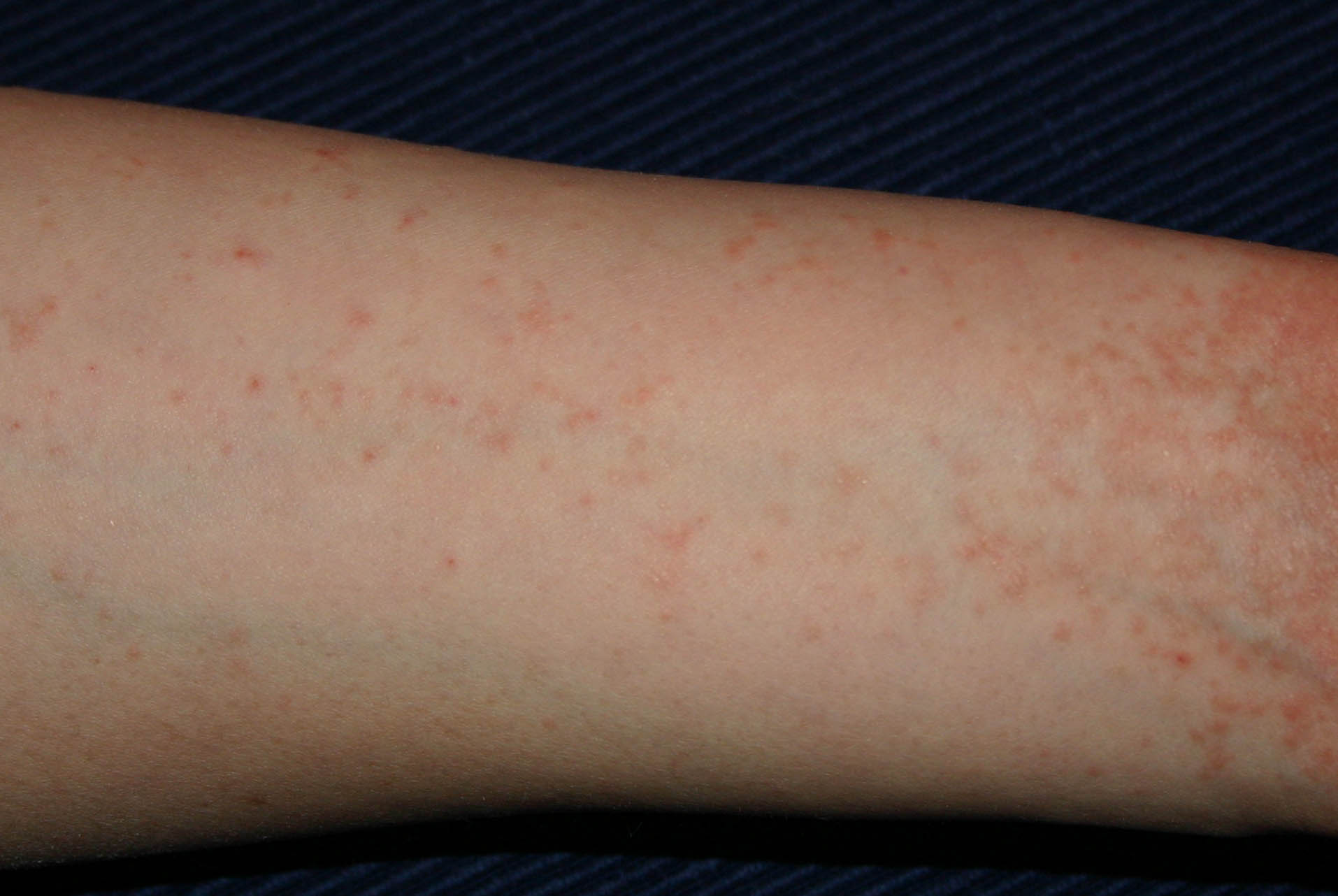
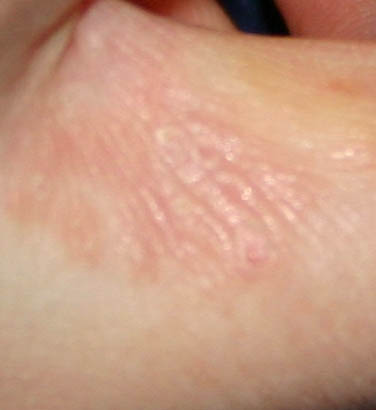
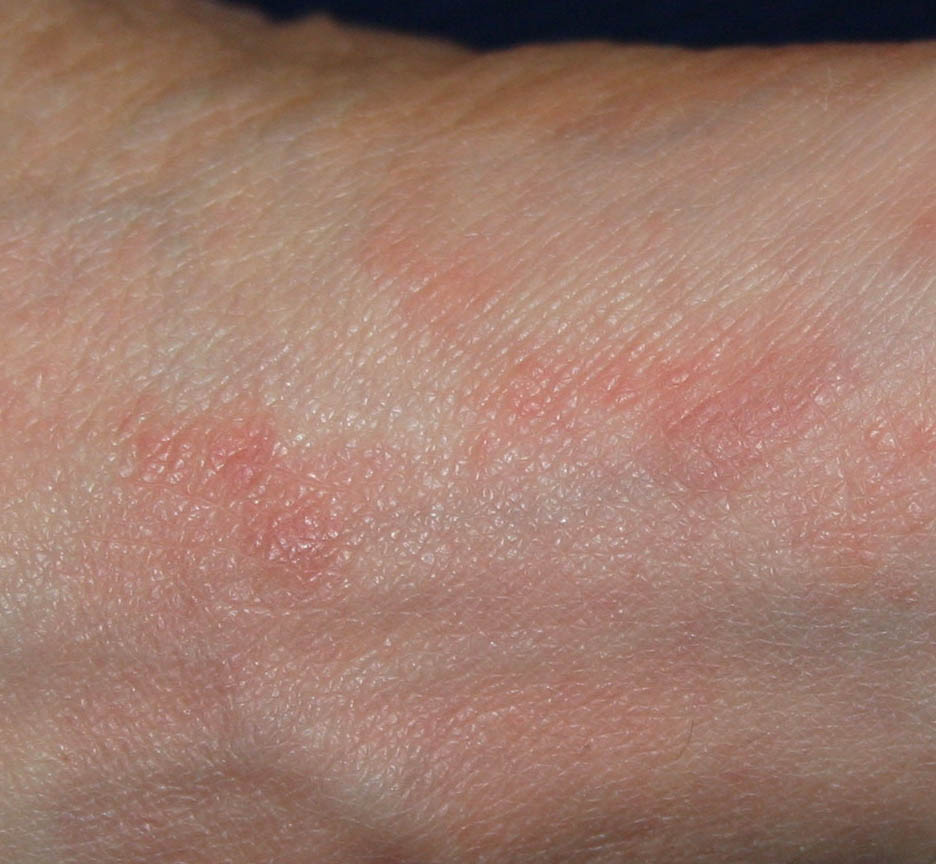
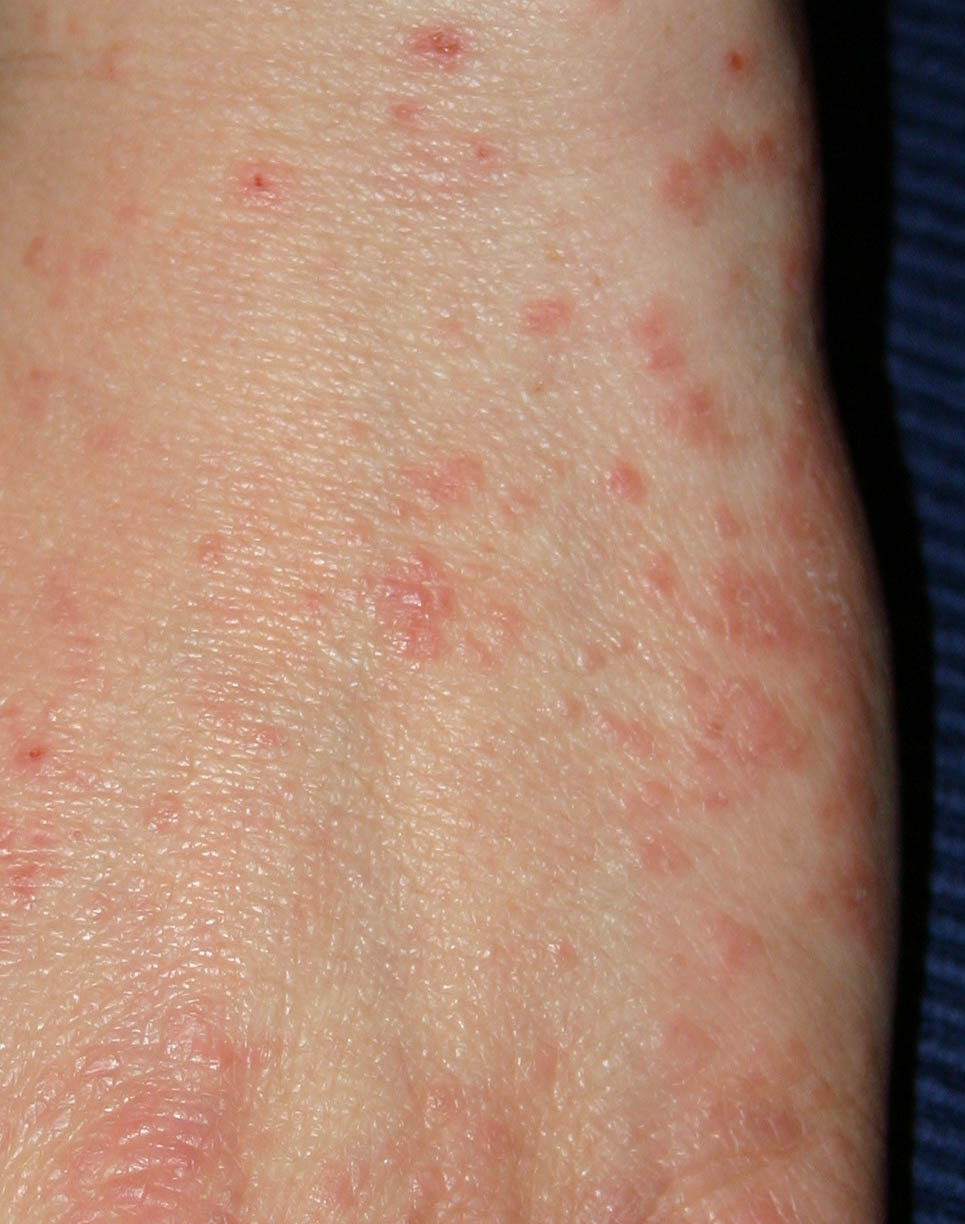

## اقرأ أيضاً
- الجرب في الأبل
- جرب الحيوانات